# Devin McCourty
Devin McCourty (Nyack, 13 agosto 1987) è un ex giocatore di football americano statunitense che ha militato nel ruolo di safety per tutta la carriera con i New England Patriots della National Football League (NFL). Al college ha giocato a football alla Rutgers University.

## Carriera

### New England Patriots
Al draft NFL 2010, McCourty fu selezionato come 27ª scelta assoluta dai Patriots. Il 28 luglio 2010 firmò un contratto di 5 anni. Debuttò nella NFL il 12 settembre contro i Cincinnati Bengals indossando la maglia numero 32. Si mise in luce già nella sua prima stagione, ricevendo a fine anno 2 voti su 50 per il titolo di miglior rookie difensivo della NFL, venendo convocato per il Pro Bowl e inserito nella formazione ideale della stagione All-Pro dopo avere fatto registrare 7 intercetti.
Nella settimana 4 della stagione 2012, McCourty mise a segno due intercetti nella vittoria contro i Buffalo Bills. Nella settimana 7 ritornò il suo primo kickoff in touchdown nella vittoria ai supplementari contro i New York Jets venendo premiato come miglior giocatore degli special team della AFC della settimana. La stagione si concluse con 82 tackle, 5 intercetti e 13 passaggi deviati, giocando tutte le 16 gare della stagione regolare come titolare.
Nel 2013 McCourty mise a segno 62 tackle, 1 intercetto e 2 fumble forzati, venendo inserito nel Second-team All-Pro
Il primo intercetto del 2014, McCourty lo fece registrare nella settimana 2 su Matt Cassel dei Minnesota Vikings. Il 10 gennaio 2015, nel divisional round dei playoff, intercettò un passaggio di Joe Flacco, nella vittoria dei Patriots sui Ravens per 35-31, avanzando alla finale della AFC.
Nel 2016, McCourty fu convocato per il secondo Pro Bowl in carriera, la prima selezione dal 2010, e inserito nel Second-team All-Pro dopo avere messo a segno 83 tackle e un intercetto. Il 5 febbraio 2017 partì come titolare nel Super Bowl LI, vinto dai Patriots contro gli Atlanta Falcons ai tempi supplementari (prima volta nella storia del Super Bowl) con il punteggio di 34-28, conquistando il suo secondo anello.
Alla fine della stagione 2018 McCourty partì come titolare nel Super Bowl LIII vinto contro i Los Angeles Rams per 13-3, conquistando il suo terzo titolo.
A settembre 2019 McCourty divenne il primo giocatore dal 2003 a fare registrare un intercetto in tutte le prime 4 gare stagionali, venendo premiato come miglior difensore della AFC del mese. La sua stagione si chiuse al quarto posto nella NFL con 5 intercetti.
Il 16 marzo 2020, McCourty firmò con i Patriots un rinnovo contrattuale biennale del valore di 23 milioni di dollari. Nel secondo turno ritornò un intercetto di Russell Wilson per 43 yard in touchdown.
Il 10 marzo 2023 McCourty annunciò il proprio ritiro.

## Palmarès

### Franchigia
- Super Bowl : 3

New England Patriots: XLIX, LI, LIII
- American Football Conference Championship: 5

New England Patriots: 2011, 2014, 2016, 2017, 2018

### Individuale
- Convocazioni al Pro Bowl: 2

2010, 2016
- Second-team All-Pro: 3

2010, 2013, 2016
- Difensore della AFC del mese: 1

settembre 2019
- PFWA All-Rookie Team - 2010